# 岡松和夫
岡松 和夫（おかまつ かずお、1931年6月23日 - 2012年1月21日）は、日本の小説家・国文学者。

## 略歴
福岡県福岡市出身。旧制福岡中学校、旧制福岡高等学校を経て、東京大学文学部仏文学科卒。1954年に東京大学文学部国文科に学士入学。
1955年、「百合の記憶」が「文藝」全国学生小説コンクール佳作第一席として青柳和夫の筆名で『文藝』に掲載される。この時の佳作同期に大江健三郎がいる。1956年に国文科卒業。大学院に入るがほどなく池田亀鑑が死去。翻訳家の平井呈一の姪である瀬山梅子と1957年に結婚。横浜学園高等学校に勤務。
1959年に「壁」で第9回文學界新人賞受賞。1964年に立原正秋が編集長格の同人誌『犀』に参加。ほかに加賀乙彦、佐江衆一、後藤明生、高井有一らも参加していた。
1966年に関東学院短期大学国文科専任講師に就任、1968年に助教授となり、1973年には教授へ昇任。
作家としては1974年、「墜ちる男」で第70回芥川龍之介賞候補、「小蟹のいる村」で第71回芥川龍之介賞候補となり、1975年、「熊野」で第72回芥川龍之介賞候補になった。翌1976年、「志賀島」で第74回芥川龍之介賞を受賞した。
1981年、研究者としてブラジルのサンパウロに滞在。1985年、「面影」で第12回川端康成文学賞候補となり、1986年に『異郷の歌』で第5回新田次郎文学賞、1998年には『峠の棲家』で第2回木山捷平文学賞をそれぞれ受賞した。
国文学者としては一休宗純の研究などを行っていた。
2012年1月21日、肺炎のために逝去。80歳没。

## 著書
- 『小蟹のいる村』1974年、文藝春秋
- 『熊野』1974年、文藝春秋
- 『志賀島』 1976年、文藝春秋　のち文庫
- 『深く目覚めよ』（1977年、講談社）
- 『鉢をかずく女』（1977年、文藝春秋）
- 『詩の季節』（1980年、新潮社）
- 『魂ふる日』（1980年、文藝春秋）
- 『人間の火』（1981年、文藝春秋）
- 『風の狂へる』（1981年、小沢書店）
- 『薄氷を踏む』（1982年、新潮社）
- 『純粋な生活』（1983年、河出書房新社）
- 『楠の森』（1984年、ベネッセコーポレーション）
- 『異郷の歌』（1985年、文藝春秋）
- 『口紅』（1987年、講談社）
- 『海の砦』（1988年、新潮社）
- 『手弱女』（1989年、文藝春秋）
- 『一休伝説』（1991年、講談社）
- 『北京の日』（1992年、講談社）
- 『断弦』（1993年、文藝春秋）
- 『峠の棲家』（1997年、新潮社）
- 『実朝私記抄』（2000年、講談社）
- 『無私の感触』（2002年、講談社）
- 『少年飛行兵の絵』（2005年、講談社）

## 脚註
1. ↑  岡松和夫―第74回芥川賞受賞作家
2. ↑  1960年代に小泉八雲の作品全訳を刊行。作品「断弦」は平井のモデル小説
3. ↑  作家の岡松和夫氏が死去「志賀島」で芥川賞 産経新聞 2012年2月1日閲覧